# 2nd South Carolina String Band
2nd South Carolina String Band – amerykański zespół muzyczny założony przez członków grup rekonstrukcji historycznej Wojny secesyjnej, zajmujący się odtwórstwem amerykańskiej muzyki popularnej z XIX w.
Zespół powstał w sierpniu 1989, podczas obchodów 125 rocznicy zakończenia Wojny secesyjnej, z inicjatywy Joe Ewersa, Freda Ewersa, Johna Fraylera, Dave'a Gossa oraz Boba Beemana. W tamtym czasie, każdy z nich był muzykiem amatorem i decyzja o zawiązaniu grupy pojawiła się podczas spotkań, na których wspólnie grali dla swoich znajomych.
Piosenki zespołu zostały użyte m.in. przez Kena Burnsa do jego filmu dokumentalnego Mark Twain oraz dokumentalnej serii telewizyjnej Jazz. Zespół pojawił się także w filmie Generałowie, gdzie również nagrał kilka utworów do ścieżki dźwiękowej.

## Dyskografia
- Southern Soldier (1997)
- Hard Road (2001)
- In High Cotton (2002)
- Dulcem Melodies (2006)
- Lightning in a Jar (2008)
- Strike the Tent! (2013)
- Ain't Dead Yet! (2017)